# Рошу, Моника
Моника Рошу (рум. Monica Roşu, род. 11 мая 1987) — румынская гимнастка (спортивная гимнастика). Двукратная олимпийская чемпионка (2004) — в командных соревнованиях и на бревне. Серебряная медалистка чемпионата мира 2003 года в командном первенстве. Двукратная чемпионка Европы 2004 года — в команде и в опорном прыжке.